# Закк Уайлд
Закари Филлип Уайлд (англ. Zachary Phillip Wylde; имя при рождении — Дже́ффри Фи́ллип Ви́ландт (англ. Jeffrey Phillip Wielandt); род. 14 января 1967, Бейонн, Нью-Джерси) — американский рок-музыкант, гитарист-виртуоз, вокалист, автор песен.
Он наиболее известен как ведущий гитарист Оззи Осборна и как основатель, ведущий гитарист, вокалист, автор песен и продюсер хеви-метал-группы Black Label Society.
Он также был ведущим гитаристом и вокалистом группы Pride & Glory, которая выпустила один одноимённый альбом в 1994 году, а затем распалась. Как сольный артист он выпустил альбомы Book of Shadows и Book of Shadows II. В 2022 году Уайлд присоединился к воссоединившейся группе Pantera в качестве гастрольного гитариста.
В 2009 году журналом Classic Rock включён в «Список величайших гитаристов всех времён».

## Биография
Когда родители отдали восьмилетнего Закка в музыкальную школу, никакой радости он не испытывал и вскоре бросил учёбу. К серьёзным занятиям музыкой он вернулся уже подростком, по своей собственной инициативе. Его основным инструментом стала гитара, а духовными учителями — такие рок-группы как AC/DC, Motörhead, Judas Priest, Led Zeppelin, Black Sabbath.
В 1984 году в возрасте 17 лет он создал свою первую группу Stone Henge.
Закк оказался гитаристом неординарных способностей, хотя сам был о себе гораздо более скромного мнения.
Когда в 1987 году 20-летний робеющий мужчина рискнул пойти на прослушивание к Оззи Осборну, максимум, на что он надеялся — это получить автограф у своего кумира. Случилось иначе: он заинтересовал Оззи и был принят в его бэк-группу в качестве соло-гитариста. Спустя год Уайлд дебютировал в альбоме Ozzy Osbourne Band «No Rest for the Wicked», после чего уже на регулярной основе принимал участие в записи гитарных партий для всех его релизов вплоть до 1994 года.
В возрасте 27 лет Уайлд собрал свою новую группу Pride & Glory. Коллективу удалось издать один альбом, после чего они распались.
Уайлд обдумывал разные варианты дальнейшей карьеры, едва не согласившись присоединиться к Guns'N'Roses, и к 1996 году он решил заняться сольным проектом. За дебютным альбомом Book of Shadows (1996) последовал альбом «Sonic Brew». К моменту его издания в 1999 году Закк Уайлд стоял на распутье. С одной стороны, он продолжал сочинять песни и не собирался бросать сольное творчество. С другой стороны, Оззи Осборн приглашал его вернуться, хотя бы на время очередного гастрольного тура, на что Закк согласился и отыграл серию концертов с Осборном. С третьей стороны, гитаристу снова захотелось поруководить собственным коллективом и сделать с ним что-нибудь интересное. Так появилась основная группа Закка Уайлда Black Label Society. Стартовав как ещё один пробный проект, коллектив оказался очень живучим, несмотря на часто возникающие проблемы с составом. Так, за шесть лет, через группу прошли восемь человек. Через Black Label Society прошли Роберт Трухильо (ныне — басист Metallica), Джон ДеСервио (John DeServio) и Стив Гибб (Steve Gibb).
Два первых года существования команды были нелёгкими — почти непрерывные гастроли с периодическими визитами в студию. Одновременно с турами Black Label Society Уайлд успевал выезжать на концерты с Ozzy Osbourne Band, подключая к этим выступлениям и своих коллег по группе.
Первый полноформатный альбом «Stronger Than Death» (2000) привлёк внимание главным образом рок-критиков, которые отметили мастерство тяжёлых рычащих риффов и отмечали стилистическое сходство некоторых композиций со звучанием Pantera, Corrosion of Conformity и Crowbar. Событием мейнстрима этот релиз не стал (как и вышедший незадолго до него дебютный альбом BLS «Sonic Brew»).
После тура 1999—2001 годов был издан концертный альбом Alcohol Fueled Brewtality Live.
Во время записи альбома Уайлд снялся в одной из главных ролей в фильме «Рок-звезда» вместе с Дженнифер Энистон и Марком Уолбергом.
В 2002 году Уайлд записал альбом 1919 Eternal. В 1919 году родился отец Закка Уайлда, ветеран Второй мировой войны, что и стало основной темой пластинки. Вокал Закка временами напоминал Фила Ансельмо, солиста Pantera, а в звучании слышались отголоски музыки Осборна и поздних Metallica. Кульминацией альбома стали треки «Life/Birth/Blood/Doom» и «Genocide Junkies», оригинальный ритм которых — всецело заслуга басиста Роберта Трухильо.
К следующему альбому «Blessed Hellride», который вышел в 2003 году, Уайлд продолжил отходить от влияния старших коллег по метал-сцене. «Blessed Hellride» — первый альбом Black Label Society, попавший в американские чарты. 50-е место в рейтинге Billboard 200 — большой шаг вперёд по сравнению с небольшими тиражами предыдущих дисков. «Stillborn» — самый успешный из всех синглов группы, который поднялся на 12 позицию рок-чарта.

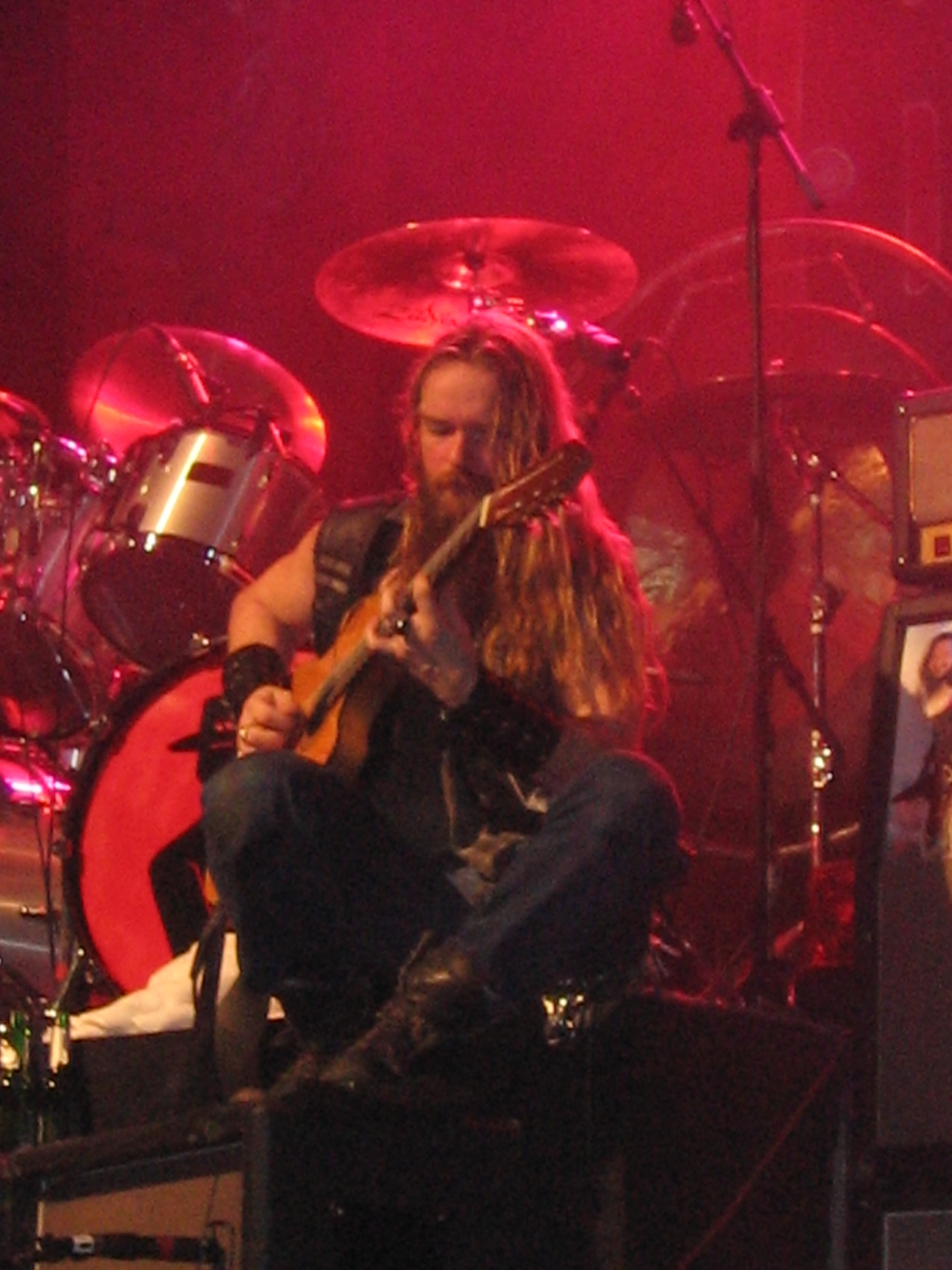
Уайлд в 2005 году

Для пятого альбома Black Label Society Hangover Music, Vol. 6 (2004) Уайлд предпочёл акустический формат. Он сам играл на пианино и акустической гитаре, в ряде треков виртуозно использовав электрическую гитару. Балладу «Yesterday, Today, Tomorrow» Уайлд посвятил ушедшему из жизни лидеру Alice in Chains Лейну Стейли (Layne Staley). Им не раз приходилось вместе гастролировать и Уайлд очень ценил юмор Стейли.
Black Label Society образца 2005 года — это, кроме Уайлда, бас-гитарист Джеймс ЛоМенцо (James LoMenzo), гитарист Ник Катанезе (Nick Catanese) и барабанщик Крейг Наненмахер (Craig Nunenmacher). Именно они записали шестой лонг-плей «Mafia» (2005). Одна из двух акустических баллад в альбоме посвящена памяти погибшего гитариста Pantera Даррелла Эбботта (Darrell Abbott).
Во время летнего тура 2005 года Уайлд играл одновременно в двух командах — Ozzy Osbourne Band и Black Label Society.
При всей своей занятости и профессиональной непоседливости Закк Уайлд, единственное в своём роде исключение в метал-коммуне, находит время для своей семьи, которая занимает огромное место в его жизни, не менее важное, чем музыка. Он уже 18 лет женат на Барбаранне (Barbaranne), которую в шутку называет «моя Шарон» (так зовут жену Оззи Осборна). С ней он не только имеет четверых детей, но она также стала помощником и менеджером своего мужа.
В 2006 году вышел очередной студийный альбом BLS под названием Shot to Hell.
В начале 2010 года было объявлено о том, что Крейг Наненмахер покидает группу — его место за ударной установкой занял Уилл Хант (Will Hunt), подписавший контракт на запись альбома и последующий тур. Летом Black Label Socety выпустили новый альбом Order of the Black, ознаменовавший собой возвращение Закка к старому звучанию более ранних альбомов.
В 2021 году, Закк Уайлд принимал участие в записи тринадцатого студийного альбома Оззи Осборна (Patient Number 9), сыграв в нескольких песнях.
В 2022 году Уайлд был объявлен в качестве гитариста в реюнионе группы Pantera, концерты которой планировались на 2023 год.

## Дискография
Ozzy Osbourne
- No Rest for the Wicked (1988)
- Just Say Ozzy (1990)
- No More Tears (1991)
- Live and Loud (1993)
- Ozzmosis (1995)
- Down to Earth (2001)
- Live At Budokan (2002)
- Black Rain (2007)
- Patient Number 9 (2022)

Pride and Glory
- Pride & Glory (1994)

Black Label Society
- Sonic Brew (1999)
- Stronger Than Death (2000)
- Alcohol Fueled Brewtality Live +5 (2001)
- 1919 Eternal (2002)
- The Blessed Hellride (2003)
- Boozed, Broozed, and Broken Boned (DVD) (2003) (Certified Platinum)
- Hangover Music Vol. VI (2004)
- Mafia (2005)
- Kings of Damnation 98-04 (Career Retrospective) (2005)
- Shot to Hell (2006)
- The European Invasion: Doom Troopin' (2006) (DVD)
- Skullage (2009)
- Order of the Black (2010)
- The Song Remains Not the Same (2011)
- Unblackened (2013)
- Catacombs of the Black Vatican (2014)
- Grimmest Hits (2018)
- Doom Crew Inc. (2021)

Zakk Sabbath
- Live in Detroit (live EP) (2016)
- Vertigo (2020)

Derek Sherinian
- Inertia (2001)
- Black Utopia (2003)
- Mythology (2004)
- Blood of the Snake (2006)

Сольные работы
- 1987 Instrumental Solo Demo Tape
- Book of Shadows (1996)
- Book of Shadows II (2016)

Прочее
- Stairway to Heaven/Highway to Hell (1989)
- Ward One: Along the Way (1990)
- Dweezil Zappa: Confessions (1991)
- LA Blues Authority (1991)
- Britny Fox: Bite Down Hard (1991)
- Guitars that Rule the World (1992)
- C.P.R (1992)
- Stevie Salas: The Electric Pow Wow (1993)
- Blackfoot:After the reign (1994)
- Stairway to Heaven Tribute (1997)
- Carmine Appice’s Guitar Zeus 2 (1997)
- Hard Pressed — Nobuteura Mada (1997)
- Love: Tokma (1997)
- Merry Axemas Vol.2 — More Guitars (1998)
- RE-SET — Marcy (1998)
- Humanary Stew — A Tribute to Alice Cooper (1999)
- Ozzfest 2001: The Second Millennium (2001)
- Rock Star Soundtrack (2001)
- Themes of Horror (2001)
- Gibson's 50th Anniversary (2002)
- Aqua Teen Hunger Force — Spirit Journey Formation Anniversary  (2003)
- Damageplan — New Found Power (2004)
- Fozzy — All That Remains (2005)
- VH1 Rock Honors with Ozzy Osbourne (2007)
- Rock2Wgtn with Ozzy Osbourne (2008)
- Monsters Of Rock (2008)